# Pimelea alpina
Pimelea alpina är en tibastväxtart som beskrevs av Ferdinand von Mueller och Carl Daniel Friedrich Meisner. Pimelea alpina ingår i släktet Pimelea och familjen tibastväxter. Inga underarter finns listade i Catalogue of Life.

## Bildgalleri

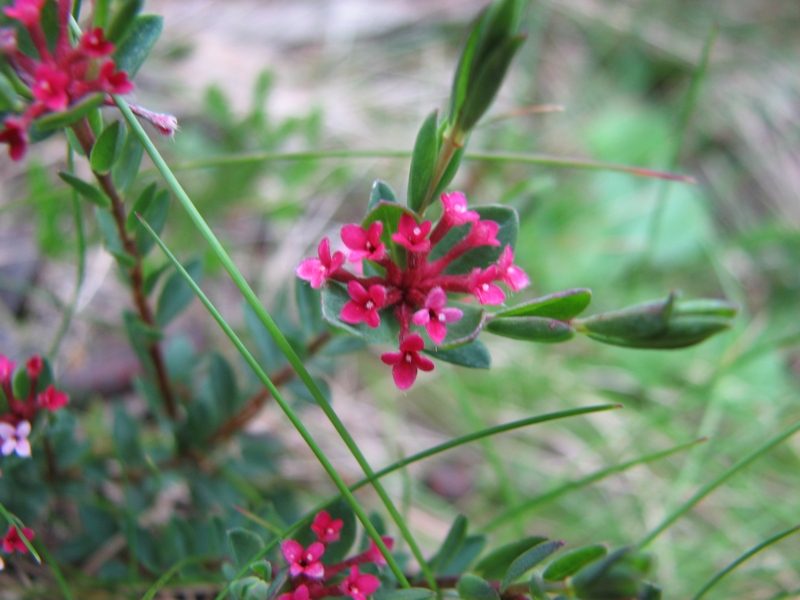